# Lindigepalpus bogotensis
Lindigepalpus bogotensis är en tvåvingeart som beskrevs av Henry J. Reinhard 1975. Lindigepalpus bogotensis ingår i släktet Lindigepalpus och familjen parasitflugor.
Artens utbredningsområde är Colombia. Inga underarter finns listade i Catalogue of Life.